# Гуахайоке
Гуахайоке — божество могил, злий демон смерті в міфології чибча-муїска. Уявлення про нього та міфи уривчасті. Часто виконував допоміжну роль при могутніх богах пантеону муїсків.

## Міфи
З одного боку муїска його ненавидили, з іншого приносили йому жертви. Вважалося, що саме цей бог надсилає людям хвороби, різні болячки та лихо. Щоб умилостивить Гуахайоке жерці муїска приносили жерти, особливо значні вони були під час епідемій.
Водночас Гуахайоке виконував важливу функцію. Під час принесення у жертву «сонячних хлопчиків» їх тіла залишали на пагорбі. Вважалося, що демон смерті Гуахайоке забере його, і жертва, потрапивши до бога Сонця Суа, завдяки чому останній забезпечить людям світло, тепло і продовження життя. Також Гуахайоке чатує біля могил, звідки забирає тіла померлих людей.